# 长檐苣苔
长檐苣苔（学名：Dolicholoma jasminiflorum）为苦苣苔科长檐苣苔属下的一个种。